# 鄭娜銀
鄭 娜銀（チョン・ナウン、英語: Jeong Na-eun、朝鮮語: 정나은、2000年6月27日 - ）は、大韓民国の女子バドミントン選手。2024年パリオリンピックの混合ダブルス銀メダリスト。

## 経歴
女子ダブルスでは金慧貞とペアを組み、混合ダブルスでは金元昊とペアを組む。
2020年のユーバー杯では、韓国代表チームの1人として、チーム優勝に貢献した。

### パリオリンピック
2024年パリオリンピックに、金元昊との混合ダブルスで出場資格を得る。予選グループリーグで2位通過に成功し、準々決勝ではチェン・タンジー / トー・イーウェイを破る。準決勝では、ファイナルゲームの試合中に、パートナーの金元昊が体調不良に陥るも、同胞の徐承宰 / 蔡侑玎に21-16, 20-22, 23-21の激戦で勝利し決勝に進出。決勝では鄭思維 / 黄雅瓊に敗れ、銀メダルを獲得した。